# 全日空391便函館空港着陸失敗事故
全日空391便函館空港着陸失敗事故（ぜんにっくう391びんはこだてくうこうちゃくりくしっぱいじこ）は、2002年（平成14年）1月21日に全日本空輸のエアバスA321が最終進入中に激しいウインドシアに遭遇し、胴体後部を損傷した航空事故である。

## 事故の概要
小牧空港発函館空港行きの全日本空輸391便は、函館空港に着陸するため滑走路12の進入灯上空を飛行中であったが、滑走路手前140メートル、対地高度約53フィートの地点でウィンドシア警報が作動したため回復操作を開始した。
同機はエンジン推力を離陸最大推力にまで増加させる操作を行ったが、上昇力の回復が間に合わなかったため、13時3分ごろ、機体の後部が滑走路に接触した。この際に機体のフレームや後部圧力隔壁、フロアビームに亀裂が入るなど損傷を受け、客室乗務員3人が軽傷を負った。その後再び着陸を試み、13時20分ごろ函館空港に着陸した。

## 事故原因
国土交通省航空局は本件を「航空事故」に指定し、航空鉄道事故調査委員会が事故調査を行った。その後2003年9月26日に航空鉄道事故調査委員会は、ウインドシアに遭遇しエンジン推力を離陸最大推力にまで増加させる回復操作を行ったが、進入速度が低かったこともあり上昇力の回復が間に合わなかったためとする報告書を発表した。

## 事故機のその後
当該事故機は、後部圧力隔壁などを修理した後、路線に復帰し2006年6月まで運行機材として使用された後、リース会社に売却された。